# Franciszek Wesołowski (lekkoatleta)
Franciszek Wesołowski (ur. 4 października 1935 w Mroczy, zm. w grudniu 2010 w Niemczech) – polski lekkoatleta, specjalizujący się w biegach średniodystansowych.

## Osiągnięcia
- Mistrzostwa Polski seniorów w lekkoatletyce
  - Łódź 1955 – srebrny medal w biegu na 1500 m
  - Poznań 1957 – srebrny medal w biegu na 800 m
- Memoriał Janusza Kusocińskiego
  - Warszawa 1958 – II miejsce w sztafecie 4 × 400 m
- Plebiscyt Gazety Olsztyńskiej na 10 najpopularniejszych sportowców województwa warmińsko-mazurskiego
  - 1955 – I miejsce

## Rekordy życiowe
- bieg na 800 metrów
  - stadion – 1:50,50 (1958)
- bieg na 1000 metrów
  - stadion – 2:23,90 (Bydgoszcz 1957)